# Soulèvement de Vorkouta
Le soulèvement de Vorkouta est la révolte des prisonniers du Retchlag, un des camps spéciaux soviétiques situé près de la ville minière de Vorkouta dans l'extrême-nord de la République socialiste soviétique autonome des Komis en 1953.

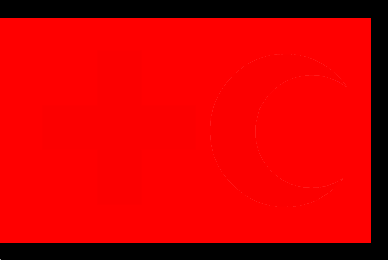
Drapeau du soulèvement de Retchlag.

Localisation de la RSSA des Komis.

## Insurrections dans le système duGoulagaprès la mort deStaline
La mort de Joseph Staline le 5 mars 1953 fut accueillie dans les camps avec enthousiasme. Certains avaient l'audace de laisser paraître leurs sentiments de joie immédiatement, d'autres hésitèrent avant de lancer des cris d'allégresse. Les prisonniers eurent très vite la conviction d'une libéralisation du régime et d'une révision de leur dossier dans un sens favorable. Lavrenti Beria, qui dirigeait le NKVD prit le pouvoir et procéda à des changements très rapidement. Il affirma au Présidium du Comité central que les camps de travail comptaient 2 526 400 détenus dont seulement 221 435 étaient de « dangereux criminels ». Il prônait la libération des autres. Mais il limitait l'amnistie à tous les détenus purgeant des peines de cinq ans ou moins. L'amnistie fut annoncée le 27 mars et appliquée aussitôt. Mais Retchlag était un des camps spéciaux (URSS) : les prisonniers politiques qui en faisaient partie purgeaient des peines de dix, quinze ou vingt-cinq ans et n'avaient aucun espoir de bénéficier de l'amnistie de Beria. L'espoir s'éteignit et laissa la place à la déception, la haine, la colère.
Les évènements de l'été 1953 à Vorkouta sont entrés dans l'histoire sous le nom du « soulèvement de Vorkouta ».
Presque à la même époque (du 26 mai au 4 août 1953) des évènements analogues eurent lieu à Norilsk, connus sous le nom de « Soulèvement de Norilsk » dans un des Camps spéciaux (URSS) destiné aux prisonniers politiques du nom de Gorlag.
Cependant le terme « soulèvement », utilisé pour les événements des deux camps, n'est pas tout à fait exact. Les insurgés n'avaient pas d'armes et avaient même refusé de répondre à plusieurs tentatives de leur en fournir, et avaient résisté à plusieurs provocations pour les inciter à passer à l'action violente.
Les termes utilisés par le MVD (Ministère de l'intérieur) à cette époque : « banditisme », « mutins », « traînards » et « insubordination collective », correspondaient aux souhaits de l'administration de ne voir dans cette protestation des prisonniers que du sabotage, du hooliganisme de masse, du désordre, de l'anarchie et de justifier une sévère répression des révoltés.
Les mouvements de protestation dans les camps du Goulag à cette époque prenaient les formes suivantes : meetings, rassemblement des prisonniers pour établir la liste de leurs exigences, grève de la faim, refus d'aller au travail, impression de lettres de plaintes, déclarations adressées au gouvernement Soviétique et au Præsidium du comité central du parti communiste. Les grévistes exigèrent d'être reçus par des représentants de ces instances venant de Moscou. Et Moscou vint à plusieurs reprises, pour écouter les revendications et essayer d'apaiser les prisonniers par des concessions.
À Moscou se déroulait la lutte pour la succession de Staline mort le 5 mars 1953 entre Lavrenti Beria et Nikita Khrouchtchev et les factions rivales. Fin juin 1953, Béria, chef du NKVD est piégé et arrêté. Nikita Khrouchtchev, son adversaire, avait manœuvré avec succès. Il va faire rentrer le pays dans une ère nouvelle post-stalinienne. Au début, il parut disposé à essayer d'apaiser les prisonniers par d'authentiques concessions. L'amnistie proclamée très vite par Béria fut maintenue, mais toujours  limitée aux courtes peines. Les évènements qui suivirent vont obliger les dirigeants de l'URSS à perdre leur appétit de camps de travaux forcés.

## Début de la grève à Vorkouta (1953)
Les camps de la région septentrionale de Vorkouta dans le nord de l'Oural était occupés par l'extraction du charbon. Fin juin, les détenus de la mine de Kapitalnaïa distribuaient des tracts appelant les prisonniers à ne plus livrer de charbon jusqu'à l'amnistie. C'est à cette époque qu'un fort contingent de prisonniers de Karaganda arriva à Vorkouta. À tous avaient été promises de meilleures conditions de travail qu'ils ne reçurent pas. Des grèves suivirent, facilitées par la géographie de Vorkouta : entre les mines se trouvaient des centrales électriques, des briqueteries, des cimenteries qui étaient desservies par des trains conduits par les prisonniers eux-mêmes. Des milliers de travailleurs étaient ainsi mis au courant des événements au fur et à mesure du cheminement des trains. Si bien que le 29 juillet 1953, six des dix-sept divisions du Retchlag, soit 15 604 détenus, étaient en grève,.

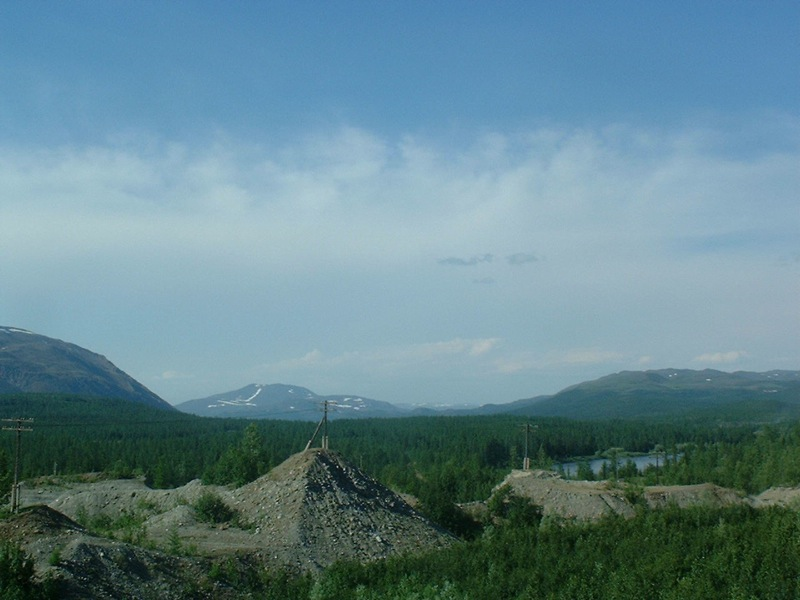
Mines dans l'Oural polaire.

Les administrateurs étaient terrifiés du fait que des comités de grève avaient pris en main une situation dangereuse et le risque d'anarchie existait. Les meneurs les plus audacieux étaient presque toujours des Ukrainiens de l'Ouest, des Polonais et des Baltes. À Vorkouta, il s'agissait de Kendzerski, « ancien capitaine de l'armée polonaise ». Les grévistes ne reçurent aucun appui de la population de la ville qui était composée surtout d'anciens détenus effrayés par ce soulèvement pour leur propre sécurité ». Après quatre jours de grève à Vorkouta, le chef de la délégation moscovite présenta une nouvelle liste de privilèges : travail de neuf heures, suppression des matricules, permissions de contacts avec les parents. Mais les prisonniers voulaient plus : l'amnistie semblable à celle donnée aux détenus de « droit commun ». L'étape des négociations échoua et la seconde étape fut celle de la force brutale. Les détenus refusèrent de quitter la zone et accrochèrent des drapeaux noirs aux baraques. Le drapeau était déployé en signe de deuil pour deux détenus morts au début de la grève et dans 3 divisions du camp seulement. Les prisonniers n'aimaient pas trop donner à leur mouvement un côté trop anti-soviétique ou anarchiste.
Les autorités réprimèrent alors la grève. La troupe et la police obligèrent les détenus à sortir des camps et procédèrent à un triage pour séparer les meneurs.
Les délégués moscovites promirent d'accéder à la demande des prisonniers et les participants aux grèves les crurent.

### Le1eraoût 1953, division du campno10, mineno29
Dans un camp de la mine no 29 (du nom de Iourchor) les détenus ne crurent pas la délégation de Moscou dirigée par le général Ivan Maslennikov et ils refusèrent de reprendre le travail. Les soldats arrivèrent avec une lance à eau pour disperser les détenus. Mais avant qu'ils aient le temps de dérouler les tuyaux les prisonniers avancèrent comme un mur obligeant le véhicule des pompiers à reculer. Les gardes tirèrent deux salves sur les détenus. Mais comme ils se tenaient par le bras, personne ne tomba, même les morts et les blessés. Il y eut quatre salves puis des mitrailleuses lourdes ouvrirent le feu. Les documents officiels du Ministère de l'Intérieur parlent de 42 morts et 135 blessés. D'autres témoins parlent de centaines de victimes. Selon d'autres sources, le nombre de morts fut de 53 et il y eut 124 blessés, dont 41 graves et 83 légers.

## Conséquences des évènements du1eraoût 1953
Les grèves terminées, aucun camp ne sortait vainqueur. Des contestations éclatèrent sporadiquement dans plusieurs camps dont ceux de Vorkouta et de Norilsk. Mais le bilan des grèves malgré les morts donna un moral triomphant aux prisonniers. D'autres grèves se préparèrent et parfois elles furent connues des autorités grâce au système des mouchards introduits dans les camps, la surveillance des Ukrainiens, des Baltes et des Polonais engagés toujours plus loin dans la voie de la conspiration. Parfois aussi, des provocations de la part des gardes déclenchaient des révoltes. Le nombre des gardes fut renforcé. Les autorités s'inquiétaient et c'était avec raison puisque après Norilsk et Vorkouta elles eurent à gérer le soulèvement de Kengir. Celui-ci fut plus violent que les autres et fit plus de victimes. Mais ces grévistes donnèrent une impulsion qui accéléra à partir de 1954 la liquidation des camps.

## Culture populaire
- La seconde mission de Call of Duty: Black Ops met en scène le soulèvement de Vorkouta de façon anachronique : en effet, le soulèvement a lieu dans le jeu dix ans après les faits réels.

- L'artiste baby hayabusa (alter ego de FEMTOGO) fait référence au soulèvement dans son titre "Scars". Il a également nommé son compte Instagram "vorkutafugitive".